# Thyone (měsíc)
Thyone (thye-oe'-nee, IPA: /θaɪoʊni/; řecky Θυώνη) nebo také Jupiter XXIX, je retrográdní nepravidelný přirozený satelit Jupiteru. Byl objeven v roce 2001 skupinou astronomů z Havajské univerzity, vedených Scottem S. Sheppardem, kdy dostal prozatímní označení S/2001 J 2. Toto označení bylo platné až do srpna 2003, kdy byl definitivně pojmenován po Thyoné, více známé jako Semelé, postavě v řecké mytologii.

## Fyzika a skupina
Thyone má v průměru asi ~4 km, jeho průměrná vzdálenost od Jupitera činí 21,4 Mm, obletí jej každých 639,8 dnů, s inklinací 147° k ekliptice (147° k Jupiterovu rovníku) a excentricitou 0,2526. Thyone patří do rodiny Ananke.